# Speightstown
Speightstown è una città di Barbados; è il secondo centro abitato del paese per numero di abitanti dopo la capitale, ed è situata nella parrocchia di St. Peter, di cui è il capoluogo, sulla costa nord-occidentale dello Stato caraibico.
È anche il secondo più antico centro abitato, essendo stato fondato attorno al 1630. Era il più importante porto dell'isola, collegando la colonia con l'Inghilterra ed in particolare con Bristol, tanto che ancora oggi è chiamata anche Little Bristol.